# Salvaterra de Magos e Foros de Salvaterra
Salvaterra de Magos e Foros de Salvaterra (oficialmente: União das Freguesias de Salvaterra de Magos e Foros de Salvaterra) é uma freguesia portuguesa do município de Salvaterra de Magos, com 71,8 km² de área e 10 432 habitantes (censo de 2021). A sua densidade populacional é 145,3 hab./km².

## História
Foi criada aquando da reorganização administrativa de 2012/2013,  resultando da agregação das antigas freguesias de Salvaterra de Magos e Foros de Salvaterra.

## Demografia
A população registada nos censos foi:
| Distribuição da População por Grupos Etários | Distribuição da População por Grupos Etários | Distribuição da População por Grupos Etários | Distribuição da População por Grupos Etários | Distribuição da População por Grupos Etários | Distribuição da População por Grupos Etários |
| -------------------------------------------- | -------------------------------------------- | -------------------------------------------- | -------------------------------------------- | -------------------------------------------- | -------------------------------------------- |
| Antes da agregação                           |                                              |                                              |                                              |                                              |                                              |
| Ano                                          | 0-14 anos                                    | 15-24 anos                                   | 25-64 anos                                   | >= 65 anos                                   | Total                                        |
| 2001                                         | 1361                                         | 1261                                         | 4888                                         | 1630                                         | 9140                                         |
| 2011                                         | 1639                                         | 1040                                         | 5538                                         | 2229                                         | 10446                                        |
| Após a agregação                             |                                              |                                              |                                              |                                              |                                              |
| Ano                                          | 0-14 anos                                    | 15-24 anos                                   | 25-64 anos                                   | >= 65 anos                                   | Total                                        |
| 2021                                         | 1374                                         | 1164                                         | 5265                                         | 2629                                         | 10432                                        |